# Manuela Goller
Pour les articles homonymes, voir Goller.
Manuela Goller, née le 5 janvier 1971 à Wipperfürth, est une footballeuse internationale allemande évoluant au poste de gardien de but.

## Carrière

### En club
Manuela Goller évolue au poste de gardien de but au SSG 09 Bergisch Gladbach ainsi qu'au Grün-Weiß Brauweiler. En 1997, elle remporte avec Brauweiler le dernier Championnat d'Allemagne avant sa version Bundesliga, battant en finale le FC Rumeln-Kaldenhausen aux tirs au but. En 1994 et en 1997, elle gagne la Coupe d'Allemagne. 

### En équipe nationale
Elle joue son premier match avec l'équipe d'Allemagne de football féminin en 1990 contre l'Angleterre. En 1995, elle joue la finale du Championnat d'Europe 1995, que l'Allemagne remporte contre la Suède sur le score de 3-2, et la finale de la Coupe du monde 1995, remportée par la Norvège par 2 buts à 0. Elle participe aussi aux Jeux olympiques d'été de 1996, pour sa dernière apparition internationale.

## Palmarès

### En club
- Championne d'Allemagne en 1997 avec le Grün-Weiß Brauweiler
- Vainqueur de la Coupe d'Allemagne en 1994 et en 1997 avec le Grün-Weiß Brauweiler

### En sélection
- Championne d'Europe en 1995
- Finaliste de la Coupe du monde en 1995